# 三日月とネコ
『三日月とネコ』（みかづきとネコ）は、ウオズミアミによる漫画作品。単行本は全4巻。

## 作品
2018年4月30日よりウェブコミック投稿サイト「マンガハック」に掲載。「続きを読みたい」との読者からの反響を受け、『Cocohana』（集英社）にて2020年6月号から2022年1月号まで連載された。
発刊から短期間の売上で続刊発行か打ち切りかが決まってしまう出版事情から、クラウドファンディングで広告販促費用を募る取り組みも話題となる。2018年には、マガジンハウス社『an・an』の「第1回anan猫マンガ大賞」を受賞した。
作者のウオズミは熊本県出身・在住で、本作は熊本市を舞台としている。

## あらすじ
熊本地震で被災し、愛猫「まゆげ」を連れて避難した灯は、避難先で知り合った同じマンションの鹿乃子、仁とネコを通じて親しくなる。「まゆげ」を亡くした灯と、もめ事を抱えた仁はそれぞれマンションを出ようと考えるが、鹿乃子の提案で、猫を愛する以外は年齢も性的指向も異なる3人と猫1匹の共同生活を始める。
第1話では、勤め先の書店で女子高生の客から「オバサン」と呼ばれ、「何かが欠けたまま、大人になり切れなくて…」と愚痴る灯に、仁は同意するが、鹿乃子は「人生なんて最後まで満ちる途中だから、気にしない方がいいよ」と明るくなぐさめる。

## 登場人物等
戸馳 灯（とばせ あかり）
44歳の書店員。
三角 鹿乃子（みすみ かのこ）
精神科の女医。35歳。同性の恋人がいる。
波多浦 仁（はたうら じん）
インテリアショップに勤めるパンセクシャルの青年。29歳。
ミカヅキ
鹿乃子の飼い猫。
フー、ギー
仁が友人から引き取った、2匹の子猫。

## 書誌情報

### 徳間書店
- ウオズミアミ『三日月とネコ』 徳間書店〈トクマコミックス〉 2019年2月13日発売[12][13]、ISBN 978-4-19-780632-4

### 集英社
- ウオズミアミ『三日月とネコ』 集英社〈マーガレットコミックス〉、全4巻
  1. 2020年10月23日発売[5][14]、ISBN 978-4-08-844407-9
  2. 2020年11月25日発売[15]、ISBN 978-4-08-844408-6
  3. 2021年6月24日発売[16]、ISBN 978-4-08-844499-4
  4. 2021年12月24日発売[17]、ISBN 978-4-08-844595-3

## 映画
2023年8月28日発売の『Cocohana』同年10月号の誌上で、実写映画化が発表された。2024年5月24日より劇場公開。監督・脚本は上村奈帆、主演は安達祐実と倉科カナと渡邊圭祐。

### キャスト
戸馳灯
演 - 安達祐実
三角鹿乃子
演 - 倉科カナ
波多浦仁
演 - 渡邊圭祐
網田すみえ（おうだ すみえ）
演 - 小林聡美
長浜一生（ながはま いっせい）
演 - 山中崇
牛丸つぐみ（うしまる つぐみ）
演 - 石川瑠華
- 柾木玲弥、日高七海、小島藤子、川上麻衣子（特別出演）[20]

### スタッフ
- 原作：ウオズミアミ『三日月とネコ』（集英社マーガレットコミックス刊）[21]
- 脚本・監督：上村奈帆
- 音楽：小山絵里奈[22]
- 主題歌：Homecomings「Moon Shaped」（PONY CANYON / IRORI Records）[22]
- 製作総指揮：岡本雄一郎[22]
- 製作：岩本孝博、小林修、高尾和明[22]
- エグゼクティブプロデューサー：森谷雄[22]
- プロデューサー：森本友里恵[22]
- 撮影：重田純輝[22]
- 照明：水瀬貴寛[22]
- 美術装飾：秦悠羅[22]
- 録音：飴田秀彦[22]
- 整音：岩丸恒[22]
- 音響効果：大河原将[22]
- スタイリスト：岩堀若菜[22]
- ヘアメイク：大宅理絵[22]
- 編集：木谷瑞[22]
- フードコーディネーター：藤代太一[22]
- 助監督：國領正行[22]
- 制作担当：板井茂樹[22]
- ラインプロデューサー：江良圭[22]
- 協力プロデューサー：宮下貴史、鈴木剛、小林岳夫[22]
- 製作：映画「三日月とネコ」製作委員会[21]
- 企画：BOOKS BROTHERS[21]
- 製作プロダクション：アットムービー[21]
- 配給：ギグリーボックス[21]
- 宣伝：ギグリーボックス、リブ[22]